# PicoBlaze
PicoBlaze — общее название серии свободно распространяемых Soft-процессорных ядер, созданных фирмой Xilinx для своих ПЛИС (FPGA и CPLD). В основе PicoBlaze лежит архитектура 8-битного RISC-процессора; скорость работы на ПЛИС семейства Virtex 4 может достигать 100 MIPS. Для обращений к периферии процессор имеет 8-битную шину, используя которую можно раздельно читать и записывать до 256 портов.
PicoBlaze распространяется в виде исходного кода на языках VHDL и Verilog для свободного использования на продуктах фирмы Xilinx. Особенности архитектуры гарантируют наилучшие характеристики для ПЛИС семейства Spartan и Virtex. Фирмой Xilinx предлагается к использованию специальное программное обеспечения для трансляции исходного кода на языке Ассемблера. Синтаксис исходного языка нарочито упрощен в угоду простоты и скорости. Также имеется специальное инструментальное программное обеспечение, созданное сторонними организациями (Mediatronix и др.). Альтернативно существует PacoBlaze — модифицированное ядро PicoBlaze, распространяемое под лицензией BSD.
Изначально проект «PicoBlaze» носил имя KCPSM, что означает «Constant(K) Coded Programmable State Machine» — программируемый конечный автомат с постоянной программой. Создатель проекта — Кен Чапман (Ken Chapman) — инженер Xilinx, разработавший и реализовавший PicoBlaze (альтернативная расшифровка аббревиатуры KCPSM — «Ken Chapman’s PSM»).
При вставке PicoBlaze в проект на VHDL должно быть использовано соответствующее имя компонента KCPSM. Например, для PicoBlaze3:
```
component
 
kcpsm3
 
is

  
port
 
(

    
address
       
:
 
out
 
std_logic_vector
(
9
 
downto
 
0
);

    
instruction
   
:
 
in
 
std_logic_vector
(
17
 
downto
 
0
);

    
port_id
       
:
 
out
 
std_logic_vector
(
7
 
downto
 
0
);

    
write_strobe
  
:
 
out
 
std_logic
;

    
out_port
      
:
 
out
 
std_logic_vector
(
7
 
downto
 
0
);

    
read_strobe
   
:
 
out
 
std_logic
;

    
in_port
       
:
 
in
 
std_logic_vector
(
7
 
downto
 
0
);

    
interrupt
     
:
 
in
 
std_logic
;

    
interrupt_ack
 
:
 
out
 
std_logic
;

    
reset
         
:
 
in
 
std_logic
;

    
clk
           
:
 
in
 
std_logic

    
);

end
 
component
;

```

## Основные характеристики
Ядро KCPSM3 для PicoBlaze поддерживает:
- обращение к 18-битным микрокомандам;
- выполнение микрокоманды за один цикл, два такта;
- 10 битный программный счетчик микрокоманд PC;
- одноадресные и двухадресные байтовые операции;
- 16 встроенных регистров;
- АЛУ арифметических и логических операций, однобитовый сдвиг;
- два флага операций: CARRY и ZERRO;
- встроенное ОЗУ strachpad на 64 байта в пространстве 256 байт;
- обращение к 256-ти независимым портам на чтение и запись;
- встроенный стек вызовов на 31 ячейку (CALL/RETURN stack);
- одноуровневое прерывание.

Ядро KCPSM6 для PicoBlaze поддерживает:
- обращение к 18-битным микрокомандам;
- выполнение микрокоманды за один цикл, два такта (имеются исключения);
- 12 битный программный счетчик микрокоманд PC;
- дополнительная возможность ветвления программы по содержимому регистра;
- дополнительная возможность возврата из подпрограмм и одновременная идентификация точки возврата;
- одноадресные и двухадресные байтовые операции, расширенная по отношению к KCPSM3 система команд;
- два, программно переключаемых, банка встроенных регистров по 16 регистров каждый;
- АЛУ арифметических и логических операций, однобитовый сдвиг;
- два флага операций: CARRY и ZERRO;
- встроенное ОЗУ strachpad в пространстве 256 байт конфигурируемого размера;
- обращение к 256-ти независимым портам на чтение и запись;
- дополнительное пространство 256 портов для специальной константной записи;
- встроенный стек вызовов на 30 ячеек (CALL/RETURN stack);
- одноуровневое настраиваемое прерывание;
- доступный из программы ID аппаратуры.

Кроме того, ядро PicoBlaze:
- выполняет команды преимущественно за два такта (в KCPSM6 некоторые команды за 4 такта), при этом тактовая частота может доходить до нескольких сотен МГц;
- быстро реагирует на прерывания (в худшем случае — за 5 тактов);
- в версии KCPSM-3 оптимизировано для архитектуры Xilinx Spartan-3: занимает всего 96 ячеек (slices) и 1 блок RAM;
- в версии KCPSM-6 оптимизировано для архитектуры Xilinx Spartan-6, Virtex®-6, и FPGA седьмой серии: занимает всего 26 ячеек;

Программы для PicoBlaze необходимо писать на ассемблере. Программы, написанные для KCPSM3, требуют перетрансляции, когда необходимо их исполнение на KCPSM6, но и в этом случае по ряду общих команд нет полной совместимости. Для отладки имеется программный симулятор.

## Специальные возможности
С помощью специальных программных средств программа для PicoBlaze может быть заменена непосредственно в файле прошивки ПЛИС (с расширением bit).
С помощью специальных программных средств можно загружать программу для PicoBlaze непосредственно в ПЛИС через интерфейс JTAG.